# Abus sexuels dans la congrégation des Oblats de Marie-Immaculée
Pour un article plus général, voir Abus sexuels sur mineurs dans l'Église catholique au Canada.
Les abus sexuels dans la congrégation des Oblats de Marie-Immaculée désignent les sévices sexuels commis au sein de cette institution par certains de ses clercs et agents pastoraux. 

## Historique
Le 18 octobre 2018, l'émission Enquête de Radio-Canada dévoile que dix oblats auraient agressé sexuellement des enfants et des femmes. Les victimes de ces agresseurs ont principalement été des autochtones. La journaliste rapporte que les victimes ont porté plainte à répétition contre les agresseurs, mais que les autorités religieuses de l'époque avaient préféré étouffer le problème.
En 2018, à l'initiative de Noëlla Mark, victime alléguée de l'Oblat Alexis Joveneau, un recours collectif est engagé contre les Oblats de Marie-Immaculée. Sont invités à se joindre à cette action les victimes entre 1950 et 2018 par « tout religieux, membre ou employé » des Missionnaires oblats de Marie-Immaculée.
En novembre 2021,  l’action collective intentée par les victimes alléguées d’agressions sexuelles au Canada par des Oblats de Marie-Immaculée est autorisée. Plus de 200 personnes y sont inscrites.  Les Oblats concernés par ce recours sont notamment :  Alexis Joveneau, Omer Provencher, Edmond Brouillard, Raynald Couture et Édouard Meilleur.

### Pensionnats pour Autochtones
Le National Post estime le nombre de personnes ayant commis des agressions sexuelles à 5 000 pendant le siècle que durèrent les pensionnats pour les Autochtones, mais moins de 1 % ont été condamnées. Les missionnaires Oblats de Marie-Immaculée ont géré, au Canada, 48 pensionnats indiens. De nombreux anciens élèves allèguent d'abus sexuels et physiques ,. 

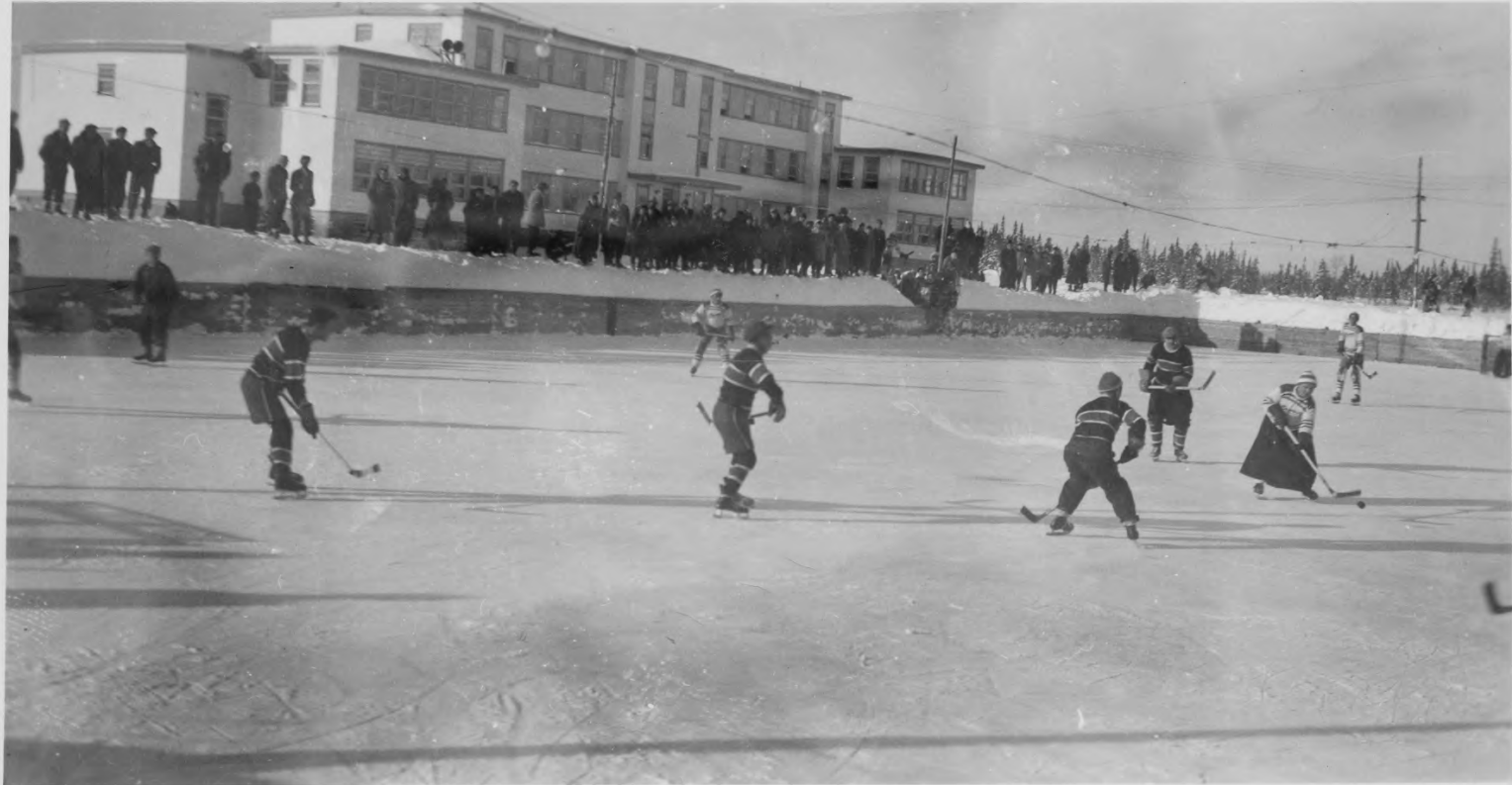
Patinoire du pensionnat autochtone de Sept-Îles.

- Ainsi au pensionnat autochtone de Sept-Îles, dans la réserve indienne du Maliotenam au Québec, des anciens pensionnaires témoignent de sévices dont des abus sexuels qui les marquèrent à jamais. Une victime explique : « Ça se faisait le soir, quand on vient te chercher et on te fait des affaires que tu ne comprends pas. Tu es mêlé. Ça fait comme une honte quand tu retournes dans ta communauté. Ce n’est pas facile ». Jean-Guy Pinette évoque lui les agressions lors des activités sportives : « Il y avait une patinoire et à côté il y avait une cabane. Le frère m’a entré dans la cabane et a fermé la porte. Il a allumé une petite lumière et s’est collé à moi.... Quand ça a été fini, il m’a donné un bâton de hockey. Quand je suis sorti de la cabane, je me suis senti bizarre. Je me suis senti perdu. Je ne savais plus où m'orienter. J’étais tout jeune. Quelque chose s'est passé dans cette petite cabane-là. » [6].
- Le pensionnat pour Autochtones de l’île Kuper[7], actuelle île Penelakut, se situe en Colombie-Britannique. Le prêtre Oblat Glenn Doughty a été condamné à trois ans de prison pour abus sexuels sur des enfants du pensionnat. Il s'agisait de sa quatrième condamnation, chacune étant suivie de déplacements, par la congrégation des Oblats à travers le Canada. Le prêtre pédophile John McCann a aussi vécu dans le pensionnat avant sa condamnation[8].
- Richard Kistabish est enlevé à l'âge de 6 ans pour être placé au pensionnat autochtone d'Amos (Saint-Marc-de-Figuery) en 1955. Cet ancien chef de sa communauté de Pikogan indique : « J’entends encore les fantômes de mes camarades, Hubert, Michel, Dominique, André. Ceux qui pleuraient dans leur lit le soir après avoir été emmenés dans la chambre d’un prêtre. Ceux qui ont tenté de s’échapper ou même de se suicider ». Sur place il retrouve l'emplacement de l'ancienne chapelle, elle aussi détruite, quatre enfants ont été violés dans le confessionnal[9].
- En 2022, le prêtre Arthur Massé, âgé de 92 ans,  est accusé d'agressions sexuelles au sein du pensionnat pour autochtones de Fort Alexander situé dans le territoire de l'actuelle Première Nation de Sagkeeng au Manitoba[10].

## Affaires jugées
| Nom        | Prénom         | Lieux des agressions                                                                                | Condamnation et date du jugement                                            | Précision |
| ---------- | -------------- | --------------------------------------------------------------------------------------------------- | --------------------------------------------------------------------------- | --- |
| Brouillard | Edmond         | Communautés Anishnabées en Abitibi puis déplacé chez les Algonquins de Kitcisakik.                  | Cinq ans de prison (1996)                                                   | Condamné pour agressions sexuelles de 6 enfants, il vit en 2018 dans la résidence des Oblats de Notre-Dame-du-Cap, à Trois-Rivières,.     |
| Couture    | Raynald        | Communauté des Attikameks de Wemotaci.                                                              | Quinze mois de prison (2004)                                                | Il a agressé neuf enfants, quatre se sont suicidés. Il se réfugie en France en 1991, puis il est condamné en 2004,.                       |
| Dejaeger   | Éric           | Territoire du Nunavut                                                                               | Cinq ans de prison (1990) puis dix neuf ans dans le deuxième procès (2015). | Éric Dejaeger est condamné pour le viol de 8 enfants. Puis, lors du deuxième procès pour des agressions sexuelles sur 22 enfants inuits,. |
| Doughty    | Glenn William  | Pensionnat de Williams Lake en Colombie-Britannique et pensionnat pour Autochtones de l’île Kuper.  | Quatre ans de prison (1991) puis 3 ans dans un deuxième procès (2002).      | Quatre condamnation dans différentes régions du Canada,.                                                                                  |
| McCann     | John (Jack)    | Paroisse St. Augustine à Vancouver et paroisse St. Peter à New Westminster en Colombie-Britannique. | 10 mois de prison (1992).                                                   | Agressions sexuelles de 2 adolescentes, puis affectation dans une paroisse sans que sa hiérarchie connaisse son passé pédophile,.         |
| O'Connor   | Hubert Patrick | Communautés autochtones de la Colombie-Britannique.                                                 | Deux ans et demi de prison (1996).                                          | L'évêque Hubert Patrick O'Connor a violé deux femmes autochtones durant les années 1960 alors qu'il était prêtre.                         |
| Pirson     | Joseph         | Nord-du-Québec, en Basse-Côte-Nord et au Labrador.                                                  | Un accord avec les victimes a mis fin au procès (2010).                     | 10 victimes agressées sexuellement ont poursuivi le prêtre .                                                                              |

## Autres dossiers
- Johannes Rivoire, missionnaire des Oblats de Marie-Immaculée, est accusé en 1991, d'agressions sexuelles sur des mineurs de la communauté Inuit. En 1993, il quitte le Canada et se réfugie en France, accueilli par les Oblats. En mars 2022, le leader de l'Inuit Tapiriit Kanatami, Natan Obed (en), est reçu par le pape François et lui demande d'intervenir pour qu'il revienne au Canada pour répondre à ces accusations. Le 29 mars, la justice canadienne émet un nouveau mandat d’arrêt contre Johannes Rivoire[20],[21],[22]. Le ministère de la justice français indique qu’il refuse cette extradition car « conformément à sa tradition constitutionnelle, la France n’extrade pas ses nationaux ». Pour sa part Vincent Gruber, provincial des Oblats de Marie-Immaculée, annonce qu'il a engagé une procédure de renvoi canonique du prêtre. Par ailleurs les Inuits souhaitent déposer une plainte contre les Oblats de Marie-Immaculée : « Cette congrégation a apporté aide et assistance à une personne qui faisait l’objet de poursuites pour des actes criminels. Nous allons déposer plainte pour recel de criminel, pour que toute la lumière soit faite sur l’aide dont le père Rivoire a bénéficié dans sa fuite »[23]. Rivoire meurt en avril 2024 sans avoir été jugé[24].
- Alexis Joveneau  depuis les années 1950 jusqu’à sa mort, en 1992 a agressé sexuellement des dizaines de victimes : des Innus, des Blancs, dont sa nièce Marie-Christine Joveneau[25]. À l'époque de ces agressions, il était difficile pour les victimes et leurs familles de dénoncer Alexis Joveneau. Ces communautés Innus étaient doublement isolées du reste du Québec. D'abord par l'isolement géographique mais aussi à cause de la langue. Par ailleurs Alexis Joveneau agressait ses victimes au nom de Dieu[26].
- Omer Provencher appartient à la congrégation des Oblats entre 1958 et 1980, il a travaillé dans les pensionnats à Sept-Îles et à Maliotenam. Il est soupçonné d'abus sexuels à l'égard des populations Innus. Il a quitté la congrégation en 1980 et s'est installé à Québec, il s'est alors marié et a travaillé dans un commerce de meuble[27].
- Jean-Guy Lavoie est accusé d'abus sexuels sur un enfant de 15 ans dans les années 1980 dans la Baie-des-Chaleurs, en Gaspésie[28]. Âgé de 89 ans en 2022, il est déclaré inapte à subir son procès[29].
- Camille Piché est jugé en mars 2023 pour attentat à la pudeur à l'égard d'une femme, entre le 1er janvier 1981 et le 31 décembre 1982, à Fort Simpson, aux Territoires du Nord-Ouest[30].
- Henry-Claude Jean-Philippe est condamné le 27 juin 2016 à trois ans de prison pour attouchement sur un mineur de treize ans de sa paroisse de Soula en Guyane[31]. Réduit à l'état laîque, le maintien de sa présence au sein de la congrégation sur place est à l'origine du conflit avec l'évêque et au départ de la congrégation du territoire[32].

## À voir